# Casa Citrohan
La casa Citrohan (en francés: Maison Citrohan) es un prototipo de vivienda unifamiliar diseñado por el arquitecto suizo nacionalizado francés Le Corbusier en 1920. Era una unidad de vivienda individual que se podía producir en serie y que se podía aglutinar entre varias de su clase conformando bloques de pisos. Ideada originalmente de forma teórica, Le Corbusier la puso en práctica con diversas variaciones en varias de sus realizaciones, como la villa Besnus en Vaucresson (1922), la casa Ozenfant en París (1922-1924), el pabellón de L'Esprit Nouveau para la Exposición de Artes Decorativas de 1925 en París, la colonia Cité Frugès en Pessac (1926), la casa Guiette en Amberes (1926) y la casa Citrohan de la urbanización Weißenhofsiedlung en Stuttgart (1927). 
La colonia de Pessac, la casa Guiette y la casa Citrohan de la Weißenhofsiedlung fueron inscritas por la Unesco como Patrimonio de la Humanidad el 15 de marzo de 2016, dentro del conjunto de la «Obra arquitectónica de Le Corbusier – Contribución excepcional al Movimiento Moderno», en la categoría de bien cultural (n.º ref. 1321rev).

## Historia y descripción

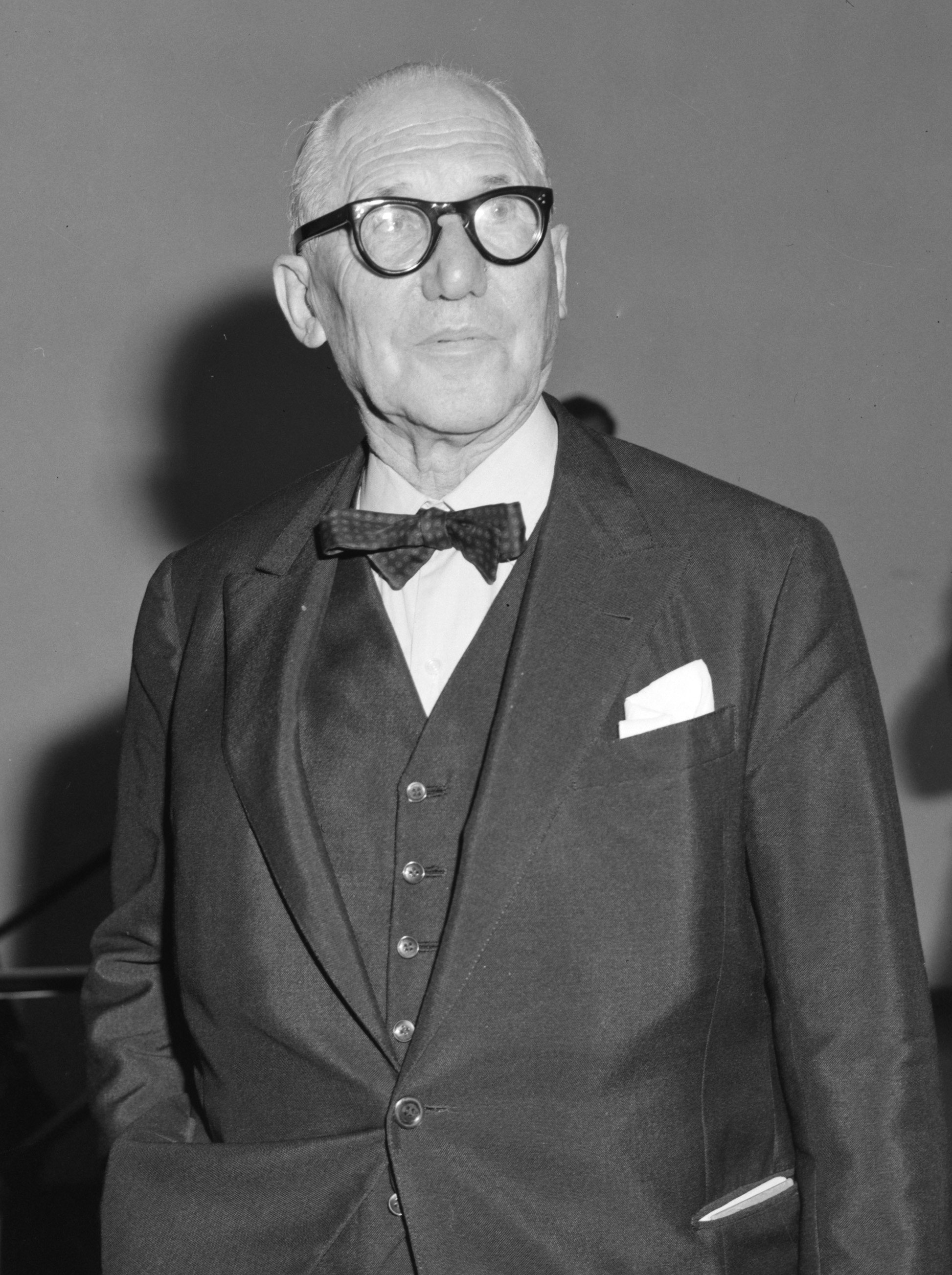
Le Corbusier

Le Corbusier, seudónimo de Charles-Édouard Jeanneret-Gris, está considerado como uno de los padres de la arquitectura racionalista —también conocida como Estilo internacional o Movimiento moderno— y uno de los mejores arquitectos del siglo XX. Aunque suizo de nacimiento, se estableció en París en 1917 (a los treinta años) y se nacionalizó francés en 1930. Fue grabador, diseñador, pintor, escultor y escritor, aunque, paradójicamente, la persona que más influyó en la arquitectura del siglo XX no se tituló arquitecto. En sus inicios recibió la influencia de Tony Garnier y Auguste Perret, como se evidencia por su empleo del hormigón armado. Le Corbusier representa un racionalismo clasicista, que hunde sus raíces en la arquitectura grecorromana; según afirmaba, su único maestro había sido la Historia. Para él, «la arquitectura es el juego sabio, correcto y magnífico de volúmenes ensamblados bajo la luz. Los cubos, los conos, las esferas, los cilindros o las pirámides son las grandes formas primarias que la luz revela bien. Es la condición esencial de las artes plásticas». En 1922 se asoció con su primo, el ingeniero Pierre Jeanneret, con el que abrió un estudio en París y con el que realizó la mayoría de sus obras hasta 1940, fecha en que se separaron.

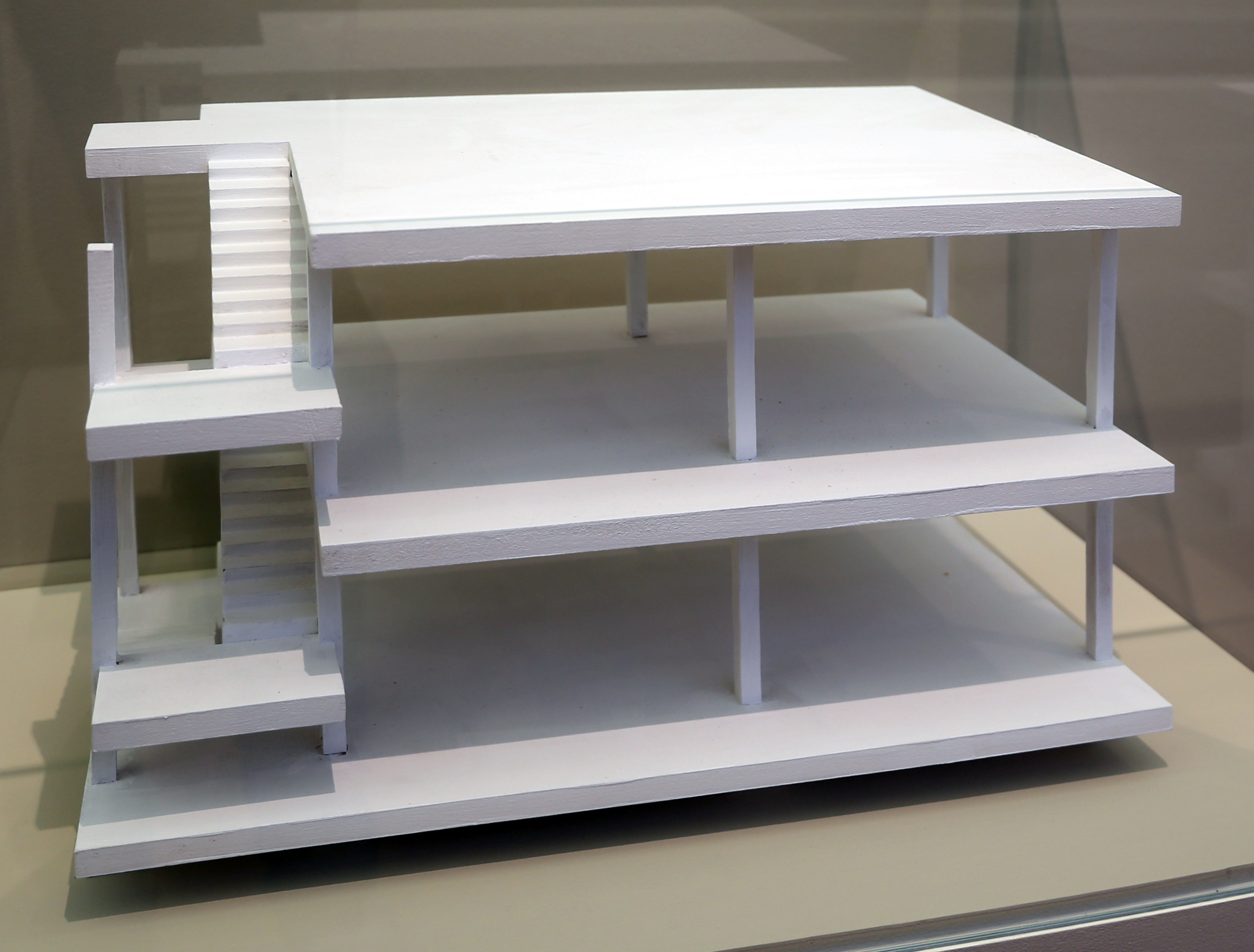
Maison Dom-Ino, prototipo de estructura ideada por Le Corbusier en 1914 que incorporó a la casa Citrohan

El origen del prototipo de casa Citrohan se encuentra en la Maison Dom-Ino (1914), una casa-tipo planteada como célula elemental de vivienda para ser producida en serie y que permitiese el trazado de plantas libres, formada por una estructura de hormigón sostenida sobre seis montantes de vigas voladizas. Influido por la estética industrial y la geometría cubista, Le Corbusier planteó este tipo de viviendas como una «máquina de habitar» (machine à habiter).
Una variante más evolucionada sería la casa Citrohan, concebida por el arquitecto en 1920 como una unidad habitable que serviría como célula mínima para construir bloques de pisos que denominaría immeuble-villas («edificios-ciudad»). La inspiración le vino del diseño de la marca de coches Citroën —de ahí el nombre, que modificó ligeramente—, cuya fábrica había sido fundada por André Citroën el año anterior. Según sus palabras: «casa en serie Citrohan (para no decir Citroën). Para decirlo de otra manera, una casa como un coche, concebida y organizada como un autobús o la cabina de un barco». El diseño base constaba de una estructura Dom-Ino sostenida sobre pilotis —unos pilares de hormigón que permitían sustentar el edificio sobre un espacio vacío—, con muros laterales resistentes, salas de doble altura con grandes ventanales y azotea.
La primera versión esbozada por Le Corbusier en 1920, que no se llegó a construir, tenía tres plantas superpuestas: en la baja se encontraban la sala —de doble altura—, el comedor, la cocina y el área de servicios; en el primer piso se hallaba la habitación principal, un baño y un boudoir situado como un balcón sobre el vacío del salón de doble altura; y en el segundo se ubicaban dos alcobas con baños y una terraza. Los pisos estaban unidos por una escalera exenta situada en un lateral del edificio. En la segunda versión, del mismo año y tampoco ejecutada, la escalera se interiorizó y se añadió un alero a la terraza. La tercera versión, presentada en una maqueta en el Salón de Otoño de 1922, presentaba el edificio suspendido sobre pilotis, con lo que se ganaba el espacio inferior para jardín o aparcamiento.
La primera realización basada en este prototipo fue la villa Besnus en Vaucresson (1922-1923), elaborada con un diseño de inspiración náutica, con amplios salones abiertos y un cuarto de baño situado en el centro rodeado de paredes curvas, mientras que el resto de paredes son rectas. La siguiente fue la casa Ozenfant en París (1922-1924), construida para su amigo Amédée Ozenfant, con el que editaba la revista L'Esprit Nouveau; es una casa de pequeñas dimensiones inspirada en el arte purista —una variante del cubismo sintético—, cuyo interior recuerda una composición pictórica, con un salón de doble altura dividido en una galería abierta y una biblioteca a la que se accede por unas escaleras metálicas.
En 1925 concurrió a la Exposición de Artes Decorativas de París con el pabellón de la revista L'Esprit Nouveau, un habitáculo concebido plenamente como unidad reproducible para conformar grandes bloques de immeuble-villas, decorado con un mobiliario diseñado también para ser reproducido en serie. Para entonces había ideado ya integrar estos bloques de pisos en sus proyectos urbanísticos: en 1922 había esbozado su proyecto de una Ville contemporaine pour trois milions d'habitants, en que situaba un centro urbano con una serie de rascacielos de oficinas en torno a un nudo de comunicaciones rodeado de diversos sectores residenciales, de servicios y ocio, con abundantes zonas verdes y calles ordenadas jerárquicamente. Los edificios serían de tres tipologías: rascacielos cruciformes en el centro, casas à redent («en rediente», una serie de edificaciones por quiebros en giro repetido e invertido en ángulo recto) en el medio e immeubles-villas en la periferia. Por otro lado, el immeuble-villa sería el germen de su futura propuesta de bloques de viviendas, la Unité d'Habitation, cuyo principal exponente sería la de Marsella (1947-1952).
Al año siguiente construyó en Pessac, cerca de Burdeos, por encargo del fabricante de azúcar Henry Frugès, una colonia (Cité Frugès o Quartiers modernes Frugès) de cincuenta casas tipo Citrohan elaboradas de forma prefabricada, en hormigón reforzado pintado de blanco, marrón, verde y azul. Semejaban terrones de azúcar y tuvo escaso éxito de ventas. Llegó a ser conocida incluso como La ville de Maroc («La ciudad de Marruecos»). Para este conjunto modificó su tercera versión eliminando los pilotis, reduciendo la doble altura y añadiendo un vestíbulo de acceso, mientras que el doble ventanal de las anteriores versiones se transformó en ventanas longitudinales, las fenêtre en longueur que serían características de sus posteriores obras. Le Corbusier desarrolló cuatro modelos distintos de series de casas, sobre un módulo básico de 5 x 5 m: «escalonada» (Quinconce), tres unidades de vivienda agrupadas en forma de Z; «rascacielos» (Gratte-ciel), torres de tres niveles con el módulo básico más medio módulo en el centro; «arcada» (Arcade), cuyas casas se caracterizan por una cubierta en forma de arco; y «aislada» (Isolée), viviendas aisladas de pequeñas dimensiones.

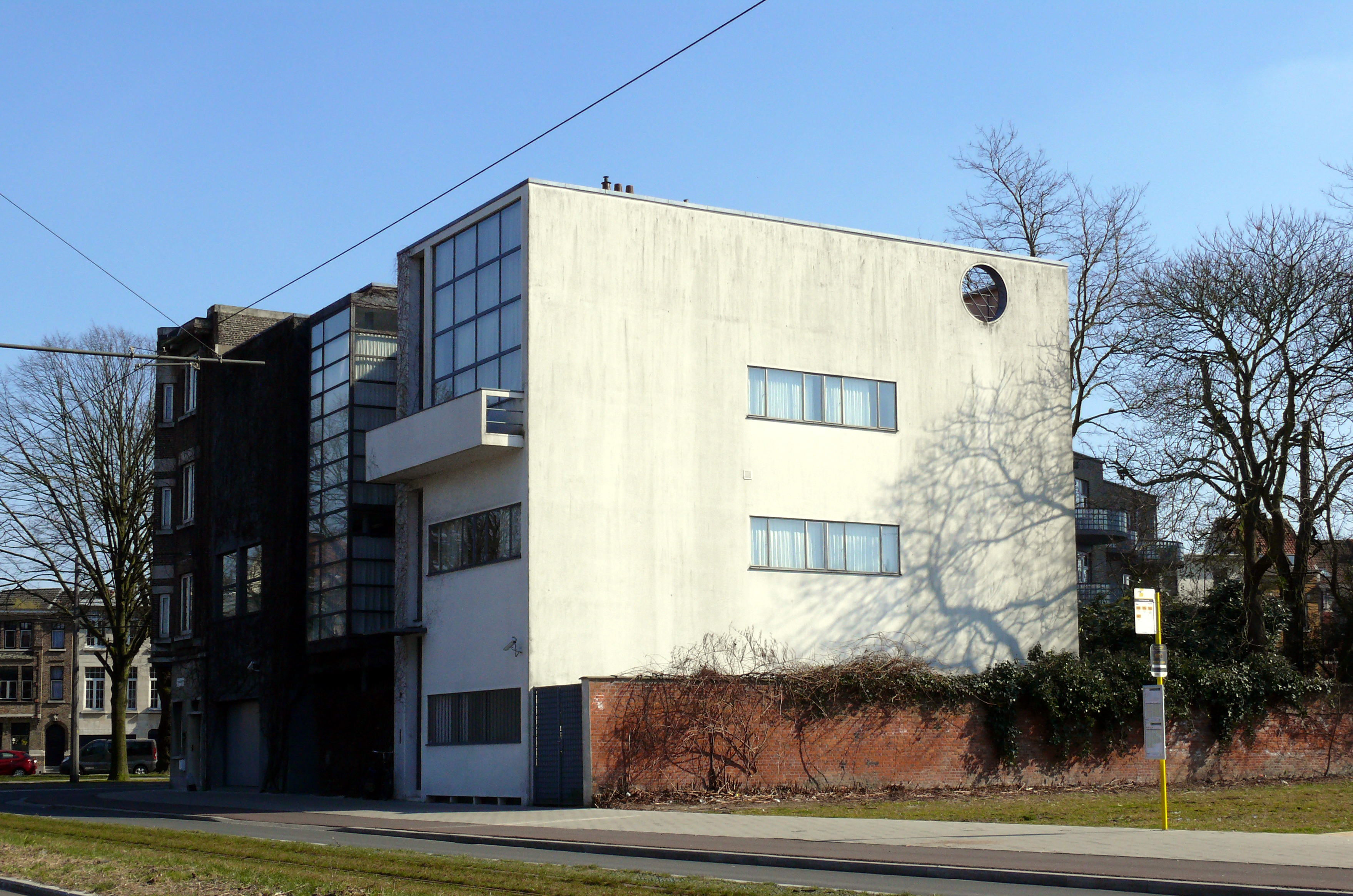
Casa Guiette (1926), Amberes

También en 1926 construyó la casa Guiette en Amberes, edificada sobre un terreno de 6 m de ancho, en la que destaca una escalera que atraviesa el edificio en sentido longitudinal para unir el acceso con el taller en doble altura y la terraza.
En 1927 se celebró en Stuttgart una exposición del Deutscher Werkbund con el objetivo de promover la vivienda de bajo coste, que promovió la creación de una urbanización de casas llamada Weißenhofsiedlung, supervisada por Ludwig Mies van der Rohe y en la que participaron numerosos arquitectos alemanes —entre los que destacaban Peter Behrens y Walter Gropius—, junto a otros de otros países, como Le Corbusier —con Pierre Jeanneret—, Josef Frank, J.J.P. Oud y Mart Stam. Se construyeron treinta y una viviendas, diseñadas bajo unas premisas de unidad visual basadas en paredes de revoco blanco, formas rectangulares, cubiertas planas y bandas horizontales de ventanas. Le Corbusier y Jeanneret construyeron dos casas, conocidas como Haus Citrohan y Haus Le Corbusier. Esta versión de la Citrohan estaba inspirada en el diseño de trenes y transatlánticos, tanto en el exterior como en el interior, con salones amplios y pasillos y zonas de servicios de reducidas dimensiones, aunque con una cuidada funcionalidad. La casa estaba compuesta por un paralelepípedo de 5 x 11,75 m. El primer piso contenía el salón, el comedor, la cocina y el área de servicios; el segundo piso tenía el dormitorio principal con un vestíbulo suspendido sobre el salón, como en versiones anteriores; el tercer piso albergaba la terraza-jardín y habitaciones secundarias. La estructura de soporte se basaba en columnas de hormigón de 2,2 m de altura y 25 cm de diámetro, con un espacio libre entre ellas de 2,5 m en sentido longitudinal y 5 m en sentido transversal, lo que facilitó la instalación de unos ventanales de 1,1 x 2,5 m, permitiendo una fachada libre tal como preconizaba Le Corbusier. Esta fue la versión más depurada de Citrohan, en la que incorporó sus Cinco puntos para una nueva arquitectura: la planta baja sobre pilotis, la planta libre, la fachada libre, la ventana longitudinal y la terraza-jardín, que desarrollaría de forma óptima en obras como la villa Stein en Garches (1927) y la villa Savoye en Poissy (1928-1930).